# World Central Kitchen
A World Central Kitchen (WCK) é uma organização não governamental sem fins lucrativos dedicada a fornecer refeições após desastres naturais. Fundada em 2010 pelo chef José Andrés, a organização preparou comida no Haiti após o terremoto devastador. Seu método de operação é ser o primeiro a responder e depois colaborar e galvanizar soluções com chefs locais para resolver o problema da fome, imediatamente após um desastre.  

## Auxílio a desastres

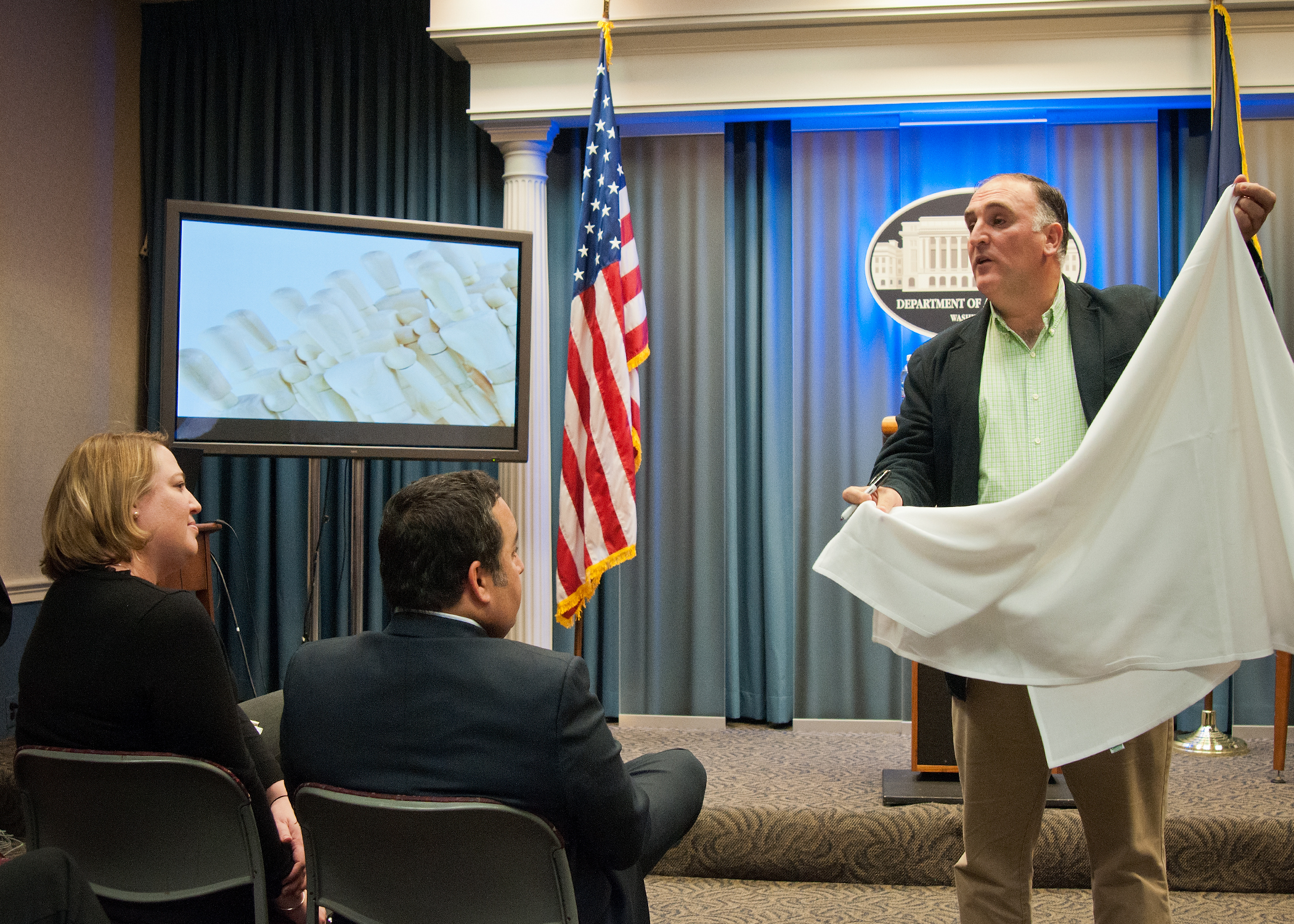
Chef José Andrés com o staff de ligação da Casa Branca

Desde sua fundação, a ONG organizou refeições na República Dominicana, Nicarágua, Zâmbia, Peru, Cuba, Uganda, Bahamas, Camboja, Ucrânia e Estados Unidos.   

### Resposta ao furacão Maria em Porto Rico
José Andrés emergiu como líder dos esforços de socorro em Porto Rico após o furacão Maria em 2017. Seus esforços para fornecer assistência encontraram obstáculos da FEMA e dos burocratas do governo, então, em vez disso, "apenas começamos a cozinhar".  Ele organizou um movimento popular de chefs e voluntários para estabelecer comunicações, suprimentos de comida e outros recursos e começou a servir refeições. Andrés e sua organização World Central Kitchen (WCK)  serviram mais de dois milhões de refeições no primeiro mês após o furacão.    WCK recebeu dois contratos de curto prazo da FEMA e serviu mais refeições do que o Exército de Salvação ou a Cruz Vermelha, mas seu pedido de apoio de longo prazo foi negado.   A WCK desenvolveu centros de resiliência na ilha e instalou uma matriz de hidropainéis em uma estufa em San Juan para fornecer água potável. 

### Eventos de 2017–2019
Em agosto de 2017, a WCK coordenou esforços com a Cruz Vermelha Americana e trabalhando em Houston, Texas, após o furacão Harvey.  A WCK operou no sul da Califórnia, no condado de Ventura, durante o incêndio Thomas de dezembro de 2017 para ajudar os bombeiros e socorristas e fornecer alimentos às famílias afetadas pelos incêndios. 
Foi montada uma cozinha para atender as comunidades havaianas afetadas por uma erupção vulcânica em junho de 2018.  Em setembro de 2018, a WCK trabalhou na Carolina do Sul após o furacão Florence.  Em novembro de 2018, WCK e Andrés se uniram aos chefs Guy Fieri e Tyler Florence e à Sierra Nevada Brewing Company local para levar o jantar de Ação de Graças a 15.000 sobreviventes do Camp Fire em Butte County, Califórnia.  

## Reconhecimento
- Por seu trabalho com a WCK, José Andrés ganhou o Prêmio James Beard Foundation 2018 de Humanitário do Ano. [18]
- Reconhecendo seu trabalho com a WCK, José Andrés foi nomeado uma das 100 pessoas mais influentes do mundo pela Time em 2018. [19]
- Pelo seu trabalho com a WCK, José Andrés venceu o Prémio Princesa das Astúrias 2021, na categoria "Concórdia". [20]
- Por seu trabalho na WCK, José Andrés recebeu o Prêmio Coragem e Civilidade 2021 de Jeff Bezos